# ジョー・ヤング (バスケットボール)
ジョー・ヤング  (Joseph Michael Young 1992年6月27日 - )は、アメリカ合衆国・テキサス州ヒューストン出身のバスケットボール選手。ポジションはポイントガード。

## 来歴
ヒューストンで生まれ育ち、地元のイェイツ高校時代はテキサス州の最優秀選手に選出。進学したヒューストン大学でもカンファレンスUSAのフレッシュマン賞や3rdチームに選出されるなど、同大学の主力として活躍していたヤングだったが、2年生を終えた2013年にオレゴン大学に転校。転校先もオレゴン大学でも活躍し、2015年にはPac-12の最優秀選手に選出された。
ヤングは2015年のNBAドラフトでインディアナ・ペイサーズから43位で指名され、NBA入り。2巡目指名ながら4年契約を結んだ。ところが、ルーキーシーズンの2015-16シーズンはプロの壁にぶつかり、41試合の出場で平均3.8得点に止まった。
2022年7月25日、ユーロカップとギリシャ・バスケットリーグに所属するプロミテアス・パトラ（英語版）との契約が発表された。